# Cimicodes albicosta
Cimicodes albicosta är en fjärilsart som beskrevs av Paul Dognin 1914. Cimicodes albicosta ingår i släktet Cimicodes och familjen mätare. Inga underarter finns listade i Catalogue of Life.